# تپه شماره ۱ روستای خرم پشته
تپه شماره ۱ روستای خرم پشته مربوط به دوران پیش از تاریخ ایران باستان است و در شهرستان آبیک، روستای خرم پشته واقع شده و این اثر در تاریخ ۱۷ اسفند ۱۳۸۱ با شمارهٔ ثبت ۷۶۰۷ به‌عنوان یکی از آثار ملی ایران به ثبت رسیده است.